# GeneSat-1
GeneSat-1 war ein kleiner Technologieerprobungssatellit (im CubeSat-Format 3U+) des Ames Research Center der NASA.
Er wurde am 16. Dezember 2006 mit einer Minotaur I-Trägerrakete vom Mid-Atlantic Regional Spaceport aus gestartet. An Bord befand sich eine Bakterienkultur (Escherichia coli), deren Entwicklung überwacht wurde. Der Satellit verglühte am 4. August 2010.